# پپگ
پَپِگ (به کردی: په‌پگ) نوعی نان است که در میان مردم کُرد استان‌های ایلام، کرمانشاه و کُردستان در ایران و استان دیاله در عراق رواج دارد. این نان در میان مردم کلهر عمدتاً در روزهای آغاز بهار طی مراسمی آیینی که همهٔ خانواده در آن مشارکت می‌کنند، به همراه شیربرنج پخته می‌شود که په‌پگ اول بهار نامیده می‌شود. شیوهٔ پخت پپگ بدین صورت است که در میان خاکستر پخته می‌شود. این نان از سوغاتی‌های ایلام و کرمانشاه است. نان پپگ در کنار نان‌های شلکینه و فطیر به نام استان ایلام در فهرست آثار ملی ایران به ثبت رسیده‌اند.

## ترکیب
برای پخت پپگ نمک، آرد، پیاز و آب با یکدیگر ترکیب شده و خمیری نسبتاً پهن و بزرگی درست می‌شود. این خمیر باید در زیر خاکستر زغال قرار داده شود. بعد از چند دقیقه، نان پپگ تهیه می‌شود.

## سنت

### نوروز
پختن پپگ و خوردن آن به همراه شیربرنج بخشی از مراسم نوروز در میان کُردها در منطقهٔ جنوب کردستان است. به پپگی که برای آغاز بهار پخته می‌شود پپگ اول بهار گفته می‌شود. در هنگام آماده شدن خمیر برای پخت نان په‌پگ، یک مهرهٔ آبی رنگ که کوجی/کوژی/کوژَک نامیده می‌شود نیز در وسط آن انداخته و آن‌گاه آن را چنگ می‌زنند تا ورز بیاید. هنگام پختن نان په‌پگ مشخص نیست که کوژی در میان کدام نان خواهد افتاد. پس از پختن شیربرنج و پپگ اول بهار، مقداری از شیربرنج را روی یک سنگ می‌ریزند و نان پپگ را در کنار آن قرار می‌دهند. بر اساس باورهای اسطوره‌ای مردم کُرد زنی که دالگه‌وَهار (به فارسی: مادر بهار) نامیده می‌شود در آن شب از آن خوراک خواهد خورد.

### شب یلدا
پخت نان پپگ در مراسم آیینی شب چله (یلدا) نیز انجام می‌شود. پخت پپگ کاری زمان‌بر است و با طولانی‌ترین شب سال نیز ارتباطی نمادین دارد. قرار دادن کوژی در مراسم شب چله نیز انجام می‌شود. پس از پختن پپگ مادر خانواده آن را میان فرزندان تقسیم می‌کند و اعضای خانواده تا ببینند نانی که کوژی در آن گذاشته‌شده به چه کسی می‌رسد. مادر معمولاً بدون اینکه بقیه به شک بیفتند کوژی را به دست فرزندی می‌رساند که خجالتی است یا اعتماد به نفس پایین‌تری دارد. بعد هنگامی که دکمه آبی زیر دندان او پیدا شد، مادر دعا می‌کند که خیر و برکت و رزق و روزی خانواده از پیشانی او خواهد بود و سال جدید با برکتی که از وجود او به خانواده عطا می‌کند همراه باشد و خیر به خانه بریزد. هدف از این کار ایجاد امید و اعتماد به نفس در میان فرزندان و ایجاد نطفهٔ احترام بیشتر او در بین دیگر اعضای خانواده است که این مسئله مضمون تربیتی اخلاقی و انسانی در آداب و رسوم مردم کُرد را نشان می‌دهد.

## ادبیات

### در ضرب‌المثل‌ها
- به کُردی: هه‌رکه‌س پف ئه‌و مل په‌پگ خوهٔ که‌ێ.

(برگردان فارسی: هرکس غبار نشسته بر نان خود را پاک می‌کند.

مفهوم: هر کس دغدغهٔ مشکلات شخصی خودش را دارد)